# Dekanat Jeziorany
Dekanat Jeziorany – jeden z 33 dekanatów w rzymskokatolickiej archidiecezji warmińskiej.

## Parafie
W skład dekanatu wchodzi 7 parafii:
- parafia św. Michała Archanioła – Blanki
- parafia św. Stanisława Biskupa Męczennika – Franknowo
- parafia św. Bartłomieja – Jeziorany
- parafia św. Marii Magdaleny i św. Walentego – Lutry
- parafia Wniebowzięcia NMP – Prosity
- parafia św. Anny i św. Jerzego – Radostowo
- parafia św. Jana Ewangelisty – Żegoty

## Sąsiednie dekanaty
Barczewo, Bartoszyce, Biskupiec Reszelski, Dobre Miasto, Lidzbark Warmiński, Reszel